# Antonio Čolak
Antonio-Mirko Čolak (ur. 17 września 1993 w Ludwigsburgu) – chorwacki piłkarz niemieckiego pochodzenia występujący na pozycji napastnika we włoskim klubie Parma Calcio 1913. W swojej karierze reprezentował także barwy Karlsruher, 1. FC Nürnberg, Lechii Gdańsk, 1. FC Kaiserslautern, SV Darmstadt 98, FC Ingolstadt 04, HNK Rijeka, PAOK FC, Malmö FF i Rangers F.C. Były młodzieżowy reprezentant Chorwacji.